# 市二宮駅
市二宮駅（しにきゅう-えき）は、中華人民共和国広東省広州市海珠区海幢街道江南大道北と同福東路の交差点に位置する広州地下鉄2号線の駅。

## 利用可能な鉄道路線
広州地下鉄
■2号線

## 駅構造
| 地下1階 | コンコース                 | 改札口、自動券売機、サービスセンター、駅商店、駅警備室、セキュリティ |  |
| 地下2階 | 2番線                      | 2号線 江南西へ（広州南駅方面）                                       |  |
|         | 島式ホーム、左側の扉が開く |                                                                      |  |
|         | 1番線                      | 2号線 海珠広場へ（嘉禾望崗方面）                                     |  |

## 駅周辺
- 広州市第二工人文化宮
- 藍色快線
- 広州市第五中学
- 天一酒店
  - 海洋水産庁
- 海珠区婦幼保健站
- 広州市第二十六中学

## 歴史
- 2002年12月29日 - 開業。

## 隣の駅
広州地下鉄
■2号線
江南西駅 210 - 市二宮駅 211 - 海珠広場駅 212